# Cephalaria dichaetophora
Cephalaria dichaetophora är en tvåhjärtbladig växtart som beskrevs av Pierre Edmond Boissier. Cephalaria dichaetophora ingår i släktet jätteväddar, och familjen Dipsacaceae. Inga underarter finns listade i Catalogue of Life.